# Liste der denkmalgeschützten Objekte in Neumarkt in der Steiermark
Die Liste der denkmalgeschützten Objekte in Neumarkt in der Steiermark enthält die 71 denkmalgeschützten, unbeweglichen Objekte der österreichischen Gemeinde Neumarkt in der Steiermark im Bezirk Murau.

## Denkmäler
| Foto  |                 | Denkmal | Standort                                                  | Beschreibung | Metadaten |
| ----- | --------------- | --- | --------------------------------------------------------- | --- | --- |
| ja    | Datei hochladen | Kath. Filialkirche hl. Nikolaus und ehem. Friedhof HERIS-ID: 79611 Objekt-ID: 93304                                                 | bei Hoferdorf 105 Standort KG: Adendorf                   | | BDA-Hist.: Q38171611 Status: § 2a Stand der BDA-Liste: 2025-06-30 Name: Kath. Filialkirche hl. Nikolaus und ehem. Friedhof GstNr.: .149                                                                                          |
| ja    | Datei hochladen | Bildstock HERIS-ID: 79614 Objekt-ID: 93307                                                                                          | Hoferdorf 106, in der Nähe Standort KG: Adendorf          | | BDA-Hist.: Q38171640 Status: § 2a Stand der BDA-Liste: 2025-06-30 Name: Bildstock GstNr.: .149 |
| ja    | Datei hochladen | Nischenbildstock, Konduktkreuz HERIS-ID: 79612 Objekt-ID: 93305                                                                     | Mariahof Standort KG: Adendorf                            | | BDA-Hist.: Q38171620 Status: § 2a Stand der BDA-Liste: 2025-06-30 Name: Nischenbildstock, Konduktkreuz GstNr.: 756/1 |
| ja    | Datei hochladen | Bildstock HERIS-ID: 79613 Objekt-ID: 93306                                                                                          | Mariahof Standort KG: Adendorf                            | | BDA-Hist.: Q38171630 Status: § 2a Stand der BDA-Liste: 2025-06-30 Name: Bildstock GstNr.: 1939 |
| ja BW | Datei hochladen | Kath. Pfarrkirche hl. Maria und Friedhof HERIS-ID: 51651 Objekt-ID: 57360                                                           | Mariahof Standort KG: Adendorf                            | 1066 wurde eine „ecclesia in Grazluppa“ genannt. Seit 1103 ist die Kirche dem Stift St. Lambrecht inkorporiert. Der gotische Kirchenbau wurde unter den Äbten Heinrich II. Moyker (1419–1455) und Johann II. Schachner (1455–1478) erbaut. 1482 wurde die Kirche von den Ungarn in Brand gesteckt und bis 1500 wiederhergestellt und die Altäre neu geweiht. Den Abschluss der Bauarbeiten zeigt wohl die Inschrift 1511 an der Pfarrhofwehrmauer. Von 1679 bis 1681 wurde das Langhaus barockisiert. 1966 war eine Innenrestaurierung. | BDA-Hist.: Q28148542 Status: § 2a Stand der BDA-Liste: 2025-06-30 Name: Kath. Pfarrkirche hl. Maria und Friedhof GstNr.: .50 Mariä Himmelfahrt (Mariahof)                                                                        |
| ja    | Datei hochladen | Pfarrhof HERIS-ID: 51652 Objekt-ID: 57361                                                                                           | Mariahof 1 Standort KG: Adendorf                          | Der Pfarrhof, östlich der Kirche gelegen, ist durch hohe Wehrmauern mit Zinnen befestigt, er hat einen hufeisenförmigen Grundriss und besteht aus mehreren unregelmäßigen spätgotischen und kaum veränderten Gebäuden. Der eigentliche zweigeschoßige Pfarrhof trägt ein Krüppelwalmdach. Einige gotische Türgewände vorhanden, eines mit 1511 datiert. Der Osttrakt hat einen Torturm in seiner Mitte, der Nordtrakt hofseitig einen kurzen Laubengang. Im Saal hängen einige barocke Gemälde aus dem 17. und 18. Jahrhundert. | BDA-Hist.: Q38046629 Status: § 2a Stand der BDA-Liste: 2025-06-30 Name: Pfarrhof GstNr.: 760/1 Pfarrhof Mariahof |
| ja    | Datei hochladen | Wirtschaftsgebäude HERIS-ID: 79577 Objekt-ID: 93270                                                                                 | bei Mariahof 1 Standort KG: Adendorf                      | | BDA-Hist.: Q38171530 Status: § 2a Stand der BDA-Liste: 2025-06-30 Name: Wirtschaftsgebäude GstNr.: 760/1 Wirtschaftsgebäude Mariahof                                                                                             |
| ja    | Datei hochladen | Kriegerdenkmal HERIS-ID: 79579 Objekt-ID: 93272                                                                                     | bei Mariahof 1 Standort KG: Adendorf                      | | BDA-Hist.: Q38171540 Status: § 2a Stand der BDA-Liste: 2025-06-30 Name: Kriegerdenkmal GstNr.: 760/1 Kriegerdenkmal Mariahof |
| ja    | Datei hochladen | Ehem. Scheune, Musikheim HERIS-ID: 79581 Objekt-ID: 93274                                                                           | bei Mariahof 1 Standort KG: Adendorf                      | | BDA-Hist.: Q38171549 Status: § 2a Stand der BDA-Liste: 2025-06-30 Name: Ehem. Scheune, Musikheim GstNr.: 760/1 Musikheim Mariahof                                                                                                |
| ja    | Datei hochladen | Gedenkstein HERIS-ID: 87924 Objekt-ID: 102381                                                                                       | Mariahof 1, in der Nähe Standort KG: Adendorf             | Das Denkmal zu Ehren des Ornithologen Blasius Hanf wurde 1897 vom Ornithologischen Verein Wien errichtet. Es zeigt ein Bronzeporträt. | BDA-Hist.: Q37722938 Status: § 2a Stand der BDA-Liste: 2025-06-30 Name: Gedenkstein GstNr.: 756/1 Blasius-Hanf-Denkmal |
| ja    | Datei hochladen | Schloss Oberdorf HERIS-ID: 80658seit 2021                                                                                           | Oberdorf 64 Standort KG: Adendorf                         | Der dreigeschoßige Vierflügelbau mit zwei Ecktürmen an der Hauptfront zeigt im Innenhof Säulenarkaden. Das Tor zeigt das Wappen des Franz von Teuffenbach mit der Jahresangabe 1604. | BDA-Hist.: Q107689919 Status: Bescheid Stand der BDA-Liste: 2025-06-30 Name: Schloss Oberdorf GstNr.: 1930 Schloss Oberdorf (Neumarkt in der Steiermark)                                                                         |
| ja    | Datei hochladen | Pitternhof HERIS-ID: 30708 Objekt-ID: 27468                                                                                         | Stadlob 83 Standort KG: Adendorf                          | Der Hof des Stephan zu Stadlern (Pitternhof) geht auf vier frühere Bauerngüter des 14. Jahrhunderts zurück und war ursprünglich dem Stift St. Lambrecht untertänig. Bei restauratorischen Untersuchungen durch das Landeskonservatorat Steiermark im Vorfeld einer beabsichtigten Fassadensanierung wurden unter der Putzschicht bemerkenswerte frühbarocke Zierelemente freigelegt. 1998 wurden der Putz und die Fensterbestände restauriert, womit der Hof wieder ein einheitliches Erscheinungsbild bietet. | BDA-Hist.: Q37937117 Status: Bescheid Stand der BDA-Liste: 2025-06-30 Name: Pitternhof GstNr.: 1209 |
| ja    | Datei hochladen | Anlage Pichlschloss, Schlossgebäude, Wohnhaus, Toranlage und Terrassenmauern mit Zäunen HERIS-ID: 111815 Objekt-ID: 129825seit 2012 | Stadlob 86 Standort KG: Adendorf                          | → Hauptartikel : Pichlschloss f1 | BDA-Hist.: Q21000990 Status: Bescheid Stand der BDA-Liste: 2025-06-30 Name: Anlage Pichlschloss, Schlossgebäude, Wohnhaus, Toranlage und Terrassenmauern mit Zäunen GstNr.: .211, 1157/3, 1135/1 Pichlschloss, Mariahof          |
| ja    | Datei hochladen | Villa Barbara HERIS-ID: 80666 Objekt-ID: 94412seit 2014                                                                             | Stadlob 131 Standort KG: Adendorf                         | | BDA-Hist.: Q38174313 Status: Bescheid Stand der BDA-Liste: 2025-06-30 Name: Villa Barbara GstNr.: 1138/7 Villa Barbara Mariahof                                                                                                  |
| ja    | Datei hochladen | Almhütte HERIS-ID: 79622 Objekt-ID: 93315                                                                                           | Steinberg Standort KG: Adendorf                           | | BDA-Hist.: Q38171676 Status: § 2a Stand der BDA-Liste: 2025-06-30 Name: Almhütte GstNr.: 3 Almhütte beim Steinschloss |
| ja    | Datei hochladen | Burgruine Steinschloss HERIS-ID: 79623 Objekt-ID: 93316                                                                             | Steinberg Standort KG: Adendorf                           | → Hauptartikel : Ruine Steinschloss f1 | BDA-Hist.: Q873160 Status: § 2a Stand der BDA-Liste: 2025-06-30 Name: Burgruine Steinschloss GstNr.: 3 Ruine Steinschloss |
| ja    | Datei hochladen | Ortskapelle HERIS-ID: 79619 Objekt-ID: 93312                                                                                        | bei Vockenberg 78 Standort KG: Adendorf                   | | BDA-Hist.: Q38171665 Status: § 2a Stand der BDA-Liste: 2025-06-30 Name: Ortskapelle GstNr.: .137 Mariahof OrtskapelleVokenberg93312                                                                                              |
| ja    | Datei hochladen | Grenzstein HERIS-ID: 92523 Objekt-ID: 107464                                                                                        | Dürnstein in der Steiermark Standort KG: Dürnstein        | | BDA-Hist.: Q37760216 Status: § 2a Stand der BDA-Liste: 2025-06-30 Name: Grenzstein GstNr.: 574/2 Grenzstein, Dürnstein in der Steiermark                                                                                         |
| ja    | Datei hochladen | Herz-Jesu-Kapelle HERIS-ID: 92400 Objekt-ID: 107335                                                                                 | Dürnstein in der Steiermark 26 Standort KG: Dürnstein     | | BDA-Hist.: Q37760019 Status: § 2a Stand der BDA-Liste: 2025-06-30 Name: Herz-Jesu-Kapelle GstNr.: .49 |
| ja    | Datei hochladen | Burgruine Dürnstein HERIS-ID: 82956 Objekt-ID: 96812                                                                                | Dürnstein in der Steiermark 100 Standort KG: Dürnstein    | Von Norden kommend ist dem Zugang zur Burg ein Rundturm mit spitzer Ausbuchtung vorangestellt, dessen unterer Teil aus an Quadermauerwerk erinnerndem Bruchsteinmauerwerk besteht, welches vermutlich aus dem 13. Jahrhundert stammt; somit dürfte der Turm zu den ältesten noch erhaltenen Teilen der Burg zählen. Die Mauer des Aufwegs Richtung Süden bildet westlich ein Zwinger, dessen lagerhaftes Bruchsteinmauerwerk großteils dem 14. Jahrhundert zugerechnet wird, es finden sich jedoch auch Mauerabschnitte aus Quadermauerwerk oder Opus spicatum, die in das 12.–13. Jahrhundert datiert werden. Den Weg Richtung Süden weiterverfolgend erreicht man nach einer Wegbiegung Richtung Westen ein wiedererrichtetes Burgtor, welches im Norden an den in nord-südlicher Richtung stehenden Osttrakt grenzt. Während das lagerhafte Bruchsteinmauerwerk des Osttrakts auf die Erbauungszeit verweist, wirkt das Obergeschoß fast rezent. Durch das wiedererrichtete Burgtor gelangt man in eine im Originalzustand erhaltene Torhalle mit Kreuzkappengewölbe. Direkt an dem im Südwesten senkrecht abfallenden Steilhang liegt der Westtrakt, welcher aus der Zeit des Turms stammt; eine Reihe dicht nebeneinanderliegender, 1,7 m hoher Schießscharten befindet sich auf der etwas jüngeren Westwand. Der geräumige Burghof zwischen dem Ost- und dem Westtrakt wird im Norden von einer Ringmauer mit länglichen Schießscharten begrenzt, die an der Abbruchkante verläuft. Ein erst später zugebauter Verbindungstrakt zwischen Ost- und Westtrakt schließt den Burghof Richtung Süden. | BDA-Hist.: Q1015270 Status: § 2a Stand der BDA-Liste: 2025-06-30 Name: Burgruine Dürnstein GstNr.: .89, 562/1, 381/3, 381/2 Burgruine Dürnstein bei Neumarkt                                                                     |
| ja    | Datei hochladen | Wohnhaus, ehem. Mesnerhaus HERIS-ID: 92540 Objekt-ID: 107481                                                                        | Wiegen 47 Standort KG: Dürnstein                          | | BDA-Hist.: Q37760251 Status: § 2a Stand der BDA-Liste: 2025-06-30 Name: Wohnhaus, ehem. Mesnerhaus GstNr.: 284/2 Mesnerhaus Dürnstein Wiegen                                                                                     |
| ja    | Datei hochladen | Kath. Filialkirche hl. Jakob mit ummauertem Friedhof HERIS-ID: 92530 Objekt-ID: 107471                                              | Wiegen 48 Standort KG: Dürnstein                          | | BDA-Hist.: Q37760236 Status: § 2a Stand der BDA-Liste: 2025-06-30 Name: Kath. Filialkirche hl. Jakob mit ummauertem Friedhof GstNr.: .71 Kath. Pfarrkirche Dürnstein Wiegen                                                      |
| ja    | Datei hochladen | Burgruine, Ruine Neudeck (Neudegg, Neideck, Neidegg) HERIS-ID: 107136 Objekt-ID: 124417                                             | Wildbad Einöd Standort KG: Dürnstein                      | vom 12. bis 15. Jh. bewohnte Dreifachburg. Die oberste der drei Burgruinen ist denkmalgeschützt; es sind nur mehr spärliche Mauerreste erhalten. | BDA-Hist.: Q37809497 Status: § 2a Stand der BDA-Liste: 2025-06-30 Name: Burgruine, Ruine Neudeck (Neudegg, Neideck, Neidegg) GstNr.: 1/2 Ruine Neudeck (Obere Burg, Neudeck 3)                                                   |
| ja    | Datei hochladen | Kapelle mit römerzeitlichen Spolien HERIS-ID: 36895 Objekt-ID: 35938                                                                | Wildbad Einöd 30 Standort KG: Dürnstein                   | | BDA-Hist.: Q37972752 Status: Bescheid Stand der BDA-Liste: 2025-06-30 Name: Kapelle mit römerzeitlichen Spolien GstNr.: 135/1 St.Marein Einöd Haus-Hofkapelle                                                                    |
| ja    | Datei hochladen | Pfarrhof mit Wirtschaftsgebäude HERIS-ID: 90968 Objekt-ID: 105677                                                                   | Sankt Georgen bei Neumarkt 28 Standort KG: Greuth         | | BDA-Hist.: Q37750578 Status: § 2a Stand der BDA-Liste: 2025-06-30 Name: Pfarrhof mit Wirtschaftsgebäude GstNr.: .10, 33 Pfarrhof Greith bei Neumarkt                                                                             |
| ja    | Datei hochladen | Kath. Pfarrkirche hl. Martin und Friedhof mit Initienkapellen HERIS-ID: 90958 Objekt-ID: 105667                                     | bei Sankt Georgen bei Neumarkt 28 Standort KG: Greuth     | → Hauptartikel : Pfarrkirche Greith bei Neumarkt f1 | BDA-Hist.: Q28381823 Status: § 2a Stand der BDA-Liste: 2025-06-30 Name: Kath. Pfarrkirche hl. Martin und Friedhof mit Initienkapellen GstNr.: .11 Pfarrkirche hl. Martin, Greith bei Neumarkt                                    |
| ja    | Datei hochladen | Volksschule HERIS-ID: 90178 Objekt-ID: 104859                                                                                       | Kulm am Zirbitz 74 Standort KG: Kulm                      | | BDA-Hist.: Q37745387 Status: § 2a Stand der BDA-Liste: 2025-06-30 Name: Volksschule GstNr.: .149 Kulm Volksschule |
| ja    | Datei hochladen | Friedhofskapelle, Freimooskreuz HERIS-ID: 81749 Objekt-ID: 95532                                                                    | Freimoosstraße Standort KG: Neumarkt                      | Das Fresko an der westseitigen Außenwand der Friedhofskapelle von Neumarkt ist ein Fresko des akademischen Malers Franz Weiss aus dem Jahr 1963. | BDA-Hist.: Q38176563 Status: § 2a Stand der BDA-Liste: 2025-06-30 Name: Friedhofskapelle, Freimooskreuz GstNr.: .180 Freimooskreuz Neumarkt in der Steiermark                                                                    |
| ja    | Datei hochladen | Gemeindeamt, ehem. Bezirksgericht HERIS-ID: 51695 Objekt-ID: 57424                                                                  | Hauptplatz 1 Standort KG: Neumarkt                        | Das Gebäude stammt aus dem 16. Jahrhundert. Es hat eine kreuzgratgewölbte Erdgeschoßhalle mit einem mächtigen Mittelpfeiler und im Obergeschoß Stuckrippen mit Renaissanceornament aus der 2. Hälfte des 16. Jahrhunderts. Das jetzige Gemeindeamt diente früher als Rathaus und anschließend als Bezirksgericht. | BDA-Hist.: Q38046868 Status: § 2a Stand der BDA-Liste: 2025-06-30 Name: Gemeindeamt, ehem. Bezirksgericht GstNr.: .38 |
| ja BW | Datei hochladen | Marktgemeindeamt HERIS-ID: 51696 Objekt-ID: 57425                                                                                   | Hauptplatz 4 Standort KG: Neumarkt                        | Das Gebäude stammt im Kern aus dem 16. Jahrhundert, die Fassade aus dem 1. Drittel des 19. Jahrhunderts. Im Hof Arkaden und Rundsäulen. Seit Oktober 2018 dient das Gebäude als Gemeindeamt. | BDA-Hist.: Q38046877 Status: § 2a Stand der BDA-Liste: 2025-06-30 Name: Marktgemeindeamt GstNr.: .41 |
| ja    | Datei hochladen | Mariensäule, Pestsäule HERIS-ID: 81417 Objekt-ID: 95188                                                                             | Hauptplatz 4 Standort KG: Neumarkt                        | Die Mariensäule auf dem Hauptplatz ist mit 1717 datiert und wurde laut Inschrift im Jahre 1904 an diese Stelle versetzt, Restaurierung im Jahre 1962. | BDA-Hist.: Q38175731 Status: § 2a Stand der BDA-Liste: 2025-06-30 Name: Mariensäule, Pestsäule GstNr.: 600/1 Mariensäule Neumarkt                                                                                                |
| ja    | Datei hochladen | Ehem. Mauthaus, Haus der Landwirte HERIS-ID: 51697 Objekt-ID: 57426seit 2012                                                        | Hauptplatz 30 Standort KG: Neumarkt                       | Das Haus hat eine schöne Einfahrtshalle mit Putzstegen und Rosetten aus der 2. Hälfte des 16. Jahrhunderts. Das Einfahrtstor stammt vom Anfang des 19. Jahrhunderts und nimmt in seiner Inschrift Bezug auf Aufenthalte der Kaiser Leopold I. (1660) und Joseph II. (1783 und 1785). Das Jahrzehnte als Haus der Landwirte bekannte Gebäude, das lange die Landgenossenschaft Oberes Murtal beherbergte, wurde im Jahr 2012 generalsaniert und verfügt seitdem über 17 von der Caritas betreute Mietwohnungen. | BDA-Hist.: Q38046888 Status: Bescheid Stand der BDA-Liste: 2025-06-30 Name: Ehem. Mauthaus, Haus der Landwirte GstNr.: .85 |
| ja    | Datei hochladen | Ehem. Friedhof mit Initienkapellen, Nischen-/Kapellenbildstock HERIS-ID: 81238 Objekt-ID: 95004                                     | Kirchgasse Standort KG: Neumarkt                          | Der ehemalige Friedhof umgibt Kirche und Karner. Er ist urkundlich 1382 belegt und wurde 1884 aufgelassenen. In die seit dem Mittelalter existierende Umfassungsmauer sind drei Initienkapellen integriert, die ähnlich gestalteten, gemauerten Nischenbildstöcke haben ein Satteldach und karniesbogige, sowie leere Nischen mit zweiflügeligen Holztürchen. Anstelle der vierten, ehemals an der südlichen Ecke gelegenen Initienkapelle wurde ein Stiegenaufgang in den Kirchhof geschaffen. Im Friedhof und an der Kirchenfassade sind noch mehrere Grabmäler erhalten, so der Grabstein des 1597 verstorbenen Lorenz Pichler mit Inschrift und Wappenschild. Der Karner hll. Achatius und Anna wurde 1438 erbaut und 1789 exsekriert. Der achtseitige zweigeschoßige Bau hat einen 5/8-Chor und ein Zeltdach. Das Untergeschoß hat einen achtseitigen Mittelpfeiler, das Obergeschoß ein achtseitiges Stichkappengewölbe auf Konsolen. Die beiden Konsolen neben dem Chor tragen Köpfe. An den Schildmauern Wandmalereien mit Heiligendarstellungen aus der Zeit um 1440, teilweise aber stark restauriert, ein Feld von Erich Hönig im Jahr 1938 neu gemalt. Im Gewölbescheitel Ranken und Blüten. Die Glasfenster im Chor sind aus dem Jahre 1933. Ein Votivbild Gregor Ackert aus dem Jahr 1621 zeigt die Kreuzigung mit Stifter. | BDA-Hist.: Q38175429 Status: § 2a Stand der BDA-Liste: 2025-06-30 Name: Kirchhof/Friedhof ehemaliger, Nischen-/Kapellenbildstock, Ehem. Friedhof mit Initienkapellen GstNr.: 1, .171 Friedhof mit Karner, Neumarkt in Steiermark |
| ja    | Datei hochladen | Kath. Pfarrkirche hl. Katharina HERIS-ID: 51698 Objekt-ID: 57427                                                                    | Kirchgasse Standort KG: Neumarkt                          | Die Kirche ist seit 1252 dem Stift St. Lambrecht inkorporiert. Die heutige Kirche wurde von 1492 bis 1501 erbaut. 1669 und 1813 waren Brände. 1844 stürzte der Turm ein und beschädigte den Chor und den östlichen Bereich des Langhauses. 1914 wurde ein neuer Turm erbaut. | BDA-Hist.: Q28147357 Status: § 2a Stand der BDA-Liste: 2025-06-30 Name: Kath. Pfarrkirche hl. Katharina GstNr.: .1 Pfarrkirche Neumarkt in Steiermark                                                                            |
| ja    | Datei hochladen | Pfarrhof HERIS-ID: 81246 Objekt-ID: 95012                                                                                           | Kirchgasse 8 Standort KG: Neumarkt                        | | BDA-Hist.: Q38175449 Status: § 2a Stand der BDA-Liste: 2025-06-30 Name: Pfarrhof GstNr.: .2 |
| ja    | Datei hochladen | Kommunaler Wohnbau, ehem. Feuerwehrhaus HERIS-ID: 81748 Objekt-ID: 95531                                                            | Marburger Straße 18 Standort KG: Neumarkt                 | | BDA-Hist.: Q38176553 Status: § 2a Stand der BDA-Liste: 2025-06-30 Name: Kommunaler Wohnbau, ehem. Feuerwehrhaus GstNr.: .244/1, .244/2 Marburger Straße 18, Neumarkt in Steiermark                                               |
| ja    | Datei hochladen | Ehem. Hochgerichtsgalgen HERIS-ID: 81531 Objekt-ID: 95309                                                                           | südöstlich Meraner Weg 15 Standort KG: Neumarkt           | | BDA-Hist.: Q38175979 Status: § 2a Stand der BDA-Liste: 2025-06-30 Name: Ehem. Hochgerichtsgalgen GstNr.: 200/6 Galgen Neumarkt in Steiermark                                                                                     |
| ja BW | Datei hochladen | Teile der Ringmauer HERIS-ID: 101512 Objekt-ID: 117846                                                                              | Neumarkt Standort KG: Neumarkt                            | Neumarkt wurde vor 1224 gegründet und befestigt. Von der regelmäßigen, fast rechteckigen Ummauerung sind noch Reste erhalten, darunter drei Rundtürme. Anmerkung: Die Koordinaten bezeichnen das Grundstück mit der Nummer 140/2. | BDA-Hist.: Q37788172 Status: § 2a Stand der BDA-Liste: 2025-06-30 Name: Teile der Ringmauer GstNr.: 140/2, 600/1 Marktbefestigung Neumarkt in Steiermark                                                                         |
| ja    | Datei hochladen | Burg Forchtenstein, Europahaus HERIS-ID: 37330 Objekt-ID: 36444                                                                     | Schloßleiten 6 Standort KG: Neumarkt                      | → Hauptartikel : Schloss Forchtenstein f1 | BDA-Hist.: Q2241001 Status: Bescheid Stand der BDA-Liste: 2025-06-30 Name: Burg Forchtenstein, Europahaus GstNr.: .143 Schloss Forchtenstein, Neumarkt in Steiermark                                                             |
| ja    | Datei hochladen | Toranlage zur Burg Forchtenstein HERIS-ID: 106258 Objekt-ID: 123389                                                                 | bei Schloßweg 8 Standort KG: Neumarkt                     | | BDA-Hist.: Q37807265 Status: § 2a Stand der BDA-Liste: 2025-06-30 Name: Toranlage zur Burg Forchtenstein GstNr.: 384/1 |
| ja    | Datei hochladen | Museum Novum Forum, ehem. Volksschule HERIS-ID: 81528 Objekt-ID: 95306                                                              | Schulgasse 2 Standort KG: Neumarkt                        | | BDA-Hist.: Q38175961 Status: § 2a Stand der BDA-Liste: 2025-06-30 Name: Museum Novum Forum, ehem. Volksschule GstNr.: .42 Museum Novum Forum                                                                                     |
| ja    | Datei hochladen | Kath. Pfarrkirche hl. Gotthard und Friedhof HERIS-ID: 51728 Objekt-ID: 57471                                                        | bei Gotthardsdorf 16 Standort KG: Perchau                 | Urkundlich wurde 1358 eine Kirche genannt. Pfarre seit 1792. 1851 erfolgte ein Neubau der Kirche. | BDA-Hist.: Q38047165 Status: § 2a Stand der BDA-Liste: 2025-06-30 Name: Kath. Pfarrkirche hl. Gotthard und Friedhof GstNr.: .25 Pfarrkirche Perchau                                                                              |
| ja    | Datei hochladen | Wohnhaus, ehem. Pfarrhof HERIS-ID: 81064 Objekt-ID: 94823                                                                           | Gotthardsdorf 17 Standort KG: Perchau                     | | BDA-Hist.: Q38175045 Status: § 2a Stand der BDA-Liste: 2025-06-30 Name: Wohnhaus, ehem. Pfarrhof GstNr.: 172 Perchau ehem. Pfarrhof                                                                                              |
| ja    | Datei hochladen | Dreifaltigkeitskreuz (Gaberhellkreuz) HERIS-ID: 81070 Objekt-ID: 94829                                                              | Perchau Standort KG: Perchau                              | | BDA-Hist.: Q38175051 Status: § 2a Stand der BDA-Liste: 2025-06-30 Name: Dreifaltigkeitskreuz (Gaberhellkreuz) GstNr.: 952 Perchau Dreifaltigkeitskreuz                                                                           |
| ja    | Datei hochladen | Bauernhaus, vulgo Wenzlhof HERIS-ID: 58771 Objekt-ID: 69592                                                                         | Perchau 2 Standort KG: Perchau                            | | BDA-Hist.: Q38084716 Status: Bescheid Stand der BDA-Liste: 2025-06-30 Name: Bauernhaus, vulgo Wenzlhof GstNr.: .36 Perchau Wenzlhof                                                                                              |
| ja    | Datei hochladen | Passstein HERIS-ID: 81177 Objekt-ID: 94942                                                                                          | bei Perchau 100 Standort KG: Perchau                      | Der Passstein ist eine Markierung an der Straße Wien-Venedig und wurde 1738 errichtet. | BDA-Hist.: Q38175349 Status: § 2a Stand der BDA-Liste: 2025-06-30 Name: Passstein GstNr.: 153 Perchau Passstein |
| ja    | Datei hochladen | Romanische Kirchenruine Kirchbichl HERIS-ID: 108738 Objekt-ID: 126245                                                               | Sankt Georgen bei Neumarkt 267 Standort KG: St. Georgen   | | BDA-Hist.: Q37813328 Status: Bescheid Stand der BDA-Liste: 2025-06-30 Name: Romanische Kirchenruine Kirchbichl GstNr.: 759/2 Kirchenruine Kirchbichl, Sankt Marein bei Neumarkt                                                  |
| ja BW | Datei hochladen | Gasthaus Fritz und Hofkapelle HERIS-ID: 90821 Objekt-ID: 105527seit 2014                                                            | Sankt Marein bei Neumarkt 46 Standort KG: St. Marein      | Das stattliche Bauerngehöft war früher auch ein Knappenwirtshaus. | BDA-Hist.: Q37749959 Status: Bescheid Stand der BDA-Liste: 2025-06-30 Name: Gasthaus Fritz und Hofkapelle GstNr.: .174 Gehöft Fritz, Pöllau                                                                                      |
| ja    | Datei hochladen | Friedhof mit Karner hl. Michael HERIS-ID: 90698 Objekt-ID: 105402                                                                   | Sankt Marein bei Neumarkt Standort KG: St. Marein         | | BDA-Hist.: Q37748946 Status: § 2a Stand der BDA-Liste: 2025-06-30 Name: Friedhof mit Karner hl. Michael GstNr.: 874, .230 Karner hl. Michael (Sankt Marein bei Neumarkt)                                                         |
| ja    | Datei hochladen | Bildstock, Pestkreuz HERIS-ID: 90705 Objekt-ID: 105409                                                                              | Sankt Marein bei Neumarkt Standort KG: St. Marein         | | BDA-Hist.: Q37749095 Status: § 2a Stand der BDA-Liste: 2025-06-30 Name: Bildstock, Pestkreuz GstNr.: 904/2 |
| ja    | Datei hochladen | Kath. Pfarrkirche Mariä Himmelfahrt HERIS-ID: 51857 Objekt-ID: 57664                                                                | Sankt Marein bei Neumarkt Standort KG: St. Marein         | 1252 wurde urkundlich eine Kirche genannt. Vom romanischen Kirchenbau sind der Chorquadratturm und Teile der Langhausmauern erhalten. Nach einem Brand beim Türkeneinfall 1480 wurde die Kirche erneuert und dabei das Langhaus gotisch überwölbt und 1491 geweiht. | BDA-Hist.: Q28125625 Status: § 2a Stand der BDA-Liste: 2025-06-30 Name: Kath. Pfarrkirche Mariä Himmelfahrt GstNr.: .95 Church of the Assumption (Sankt Marein bei Neumarkt)                                                     |
| ja    | Datei hochladen | Wirtschaftsgebäude HERIS-ID: 103364 Objekt-ID: 119842                                                                               | Sankt Marein bei Neumarkt 8 Standort KG: St. Marein       | | BDA-Hist.: Q37796822 Status: § 2a Stand der BDA-Liste: 2025-06-30 Name: Wirtschaftsgebäude GstNr.: 898/5 |
| ja    | Datei hochladen | Kinderhaus St. Marein HERIS-ID: 90702 Objekt-ID: 105406                                                                             | Sankt Marein bei Neumarkt 3 Standort KG: St. Marein       | | BDA-Hist.: Q37749018 Status: § 2a Stand der BDA-Liste: 2025-06-30 Name: Kinderhaus St. Marein GstNr.: 898/4 Kinderhaus St. Marein bei Neumarkt                                                                                   |
| ja    | Datei hochladen | Wirtschaftsgebäude HERIS-ID: 90703 Objekt-ID: 105407                                                                                | Sankt Marein bei Neumarkt 3 Standort KG: St. Marein       | | BDA-Hist.: Q37749056 Status: § 2a Stand der BDA-Liste: 2025-06-30 Name: Wirtschaftsgebäude GstNr.: 898/4 Wirtschaftsgebäude Sankt Marein bei Neumarkt 3                                                                          |
| ja    | Datei hochladen | Wirtschaftsgebäude HERIS-ID: 90700 Objekt-ID: 105404                                                                                | Sankt Marein bei Neumarkt 9 Standort KG: St. Marein       | | BDA-Hist.: Q37748981 Status: § 2a Stand der BDA-Liste: 2025-06-30 Name: Wirtschaftsgebäude GstNr.: .105 Pfarrhof Sankt Marein bei Neumarkt                                                                                       |
| ja    | Datei hochladen | Pfarrhof mit Bogengang HERIS-ID: 51858 Objekt-ID: 57665                                                                             | Sankt Marein bei Neumarkt 9 Standort KG: St. Marein       | Der Pfarrhof stammt aus dem 16. Jahrhundert. Die Halle im 1. Obergeschoß ist stichkappentonnengewölbt. Mit der Kirche ist er mit einem wehrhaften Bogengang mit Schießscharten verbunden. | BDA-Hist.: Q38047966 Status: § 2a Stand der BDA-Liste: 2025-06-30 Name: Pfarrhof mit Bogengang GstNr.: .105, 1841, 874 Pfarrhof Sankt Marein bei Neumarkt                                                                        |
| ja    | Datei hochladen | Wasserrad-Antrieb und Transmissionsstation HERIS-ID: 90871 Objekt-ID: 105577                                                        | bei Sankt Marein bei Neumarkt 28 Standort KG: St. Marein  | | BDA-Hist.: Q37750286 Status: § 2a Stand der BDA-Liste: 2025-06-30 Name: Wasserrad-Antrieb und Transmissionsstation GstNr.: 1053 Wasserrad-Antrieb und Transmissionsstation St. Marein                                            |
| ja    | Datei hochladen | Anlage Schloss Lind HERIS-ID: 108250 Objekt-ID: 125671                                                                              | bei Sankt Marein bei Neumarkt 28 Standort KG: St. Marein  | Das Schloss Lind wurde urkundlich erstmals 1312 erwähnt. Im Mittelalter in landesfürstlichem Besitz, wurde es schließlich 1755 von Stift St. Lambrecht erworben. Das Oberhaus, ein hauptsächlich gotischer, fünfgeschoßiger wohnturmartiger Bau, verfällt seit dem Anfang des 19. Jahrhunderts. Das Unterhaus wurde um 1660 von Moritz Jöstl erbaut und bis 1760 in die heutige Form gebracht. Es ist dreieinhalbgeschoßig und hat eine breitgelagerte Ostfassade, zwei erkerartige Ecktürmchen, einen Mittelgiebel und Monumentalpilaster. Das Wappen Jöstls mit Inschrift ist mit 1661 datiert. Im Schlosspark befindet sich eine barocke Kapelle mit einer Johann-Nepomuk-Statue. | BDA-Hist.: Q37812533 Status: § 2a Stand der BDA-Liste: 2025-06-30 Name: Anlage Schloss Lind GstNr.: .124, 1051, 1048, .244, 1041/3, 1053, 1047, 1041/2, 1050 Schloss Lind, Neumarkt in der Steiermark                            |
| ja    | Datei hochladen | Hopfgartenhütte HERIS-ID: 90874 Objekt-ID: 105580                                                                                   | Sankt Marein bei Neumarkt 31 Standort KG: St. Marein      | | BDA-Hist.: Q37750357 Status: § 2a Stand der BDA-Liste: 2025-06-30 Name: Hopfgartenhütte GstNr.: .122 Hopfgartnerhütte |
| ja    | Datei hochladen | Knappenhaus mit Wirtschaftsgebäude HERIS-ID: 90835 Objekt-ID: 105541                                                                | Sankt Marein bei Neumarkt 40 Standort KG: St. Marein      | Durchschnittlich waren beim Eisenbergwerk Pöllau vier bis zehn Bergknappen und drei Bläher bzw. Schmelzer beschäftigt. Untergebracht waren sie im Knappenhaus beim Hochofen, das in seiner heutigen Form aus dem Jahr 1727 stammt. | BDA-Hist.: Q37750061 Status: § 2a Stand der BDA-Liste: 2025-06-30 Name: Knappenhaus mit Wirtschaftsgebäude GstNr.: .179/3, .180 Knappenhaus mit Wirtschaftsgebäude in St. Marein                                                 |
| ja    | Datei hochladen | Röstofen, Alte Schmelze HERIS-ID: 90836 Objekt-ID: 105542                                                                           | bei Sankt Marein bei Neumarkt 40 Standort KG: St. Marein  | Volksüberlieferungen über den Bergbau in der Pöllau in vorchristlicher Zeit sind nicht beweisbar. Der früheste Nachweis für Bergbautätigkeit stammt aus dem Jahr 1439. Bergherr war das Stift St. Lambrecht. Zahlreiche Stollen, Pingen und Erzhalden am Grebenzenabhang im Königreich, im Knappenwald, im Fritzenbrand, am Feldbichl und auf der Bachleralm sind noch zu sehen. Der Grebenzenzug besteht größtenteils aus Kalktonphylliten und Schiefer. An der Grenze zwischen Schiefer und Kalk treten Magneteisenerze mit beigemengtem Eisenglanz auf. Der Abbau erfolgte zuerst durch Feuersetzen, seit 1628 durch Pulversprengung; er wurde im 19. Jahrhundert weitgehend eingeschränkt und 1889 endgültig stillgelegt. Der Schmelzofen ist seit 1439 nachweisbar, ursprünglich ein Stückofen mit wasserbetriebenem Gebläse, seit 1761/1772 ein Floßofen. 1817 stillgelegt, 1988 (?) restauriert. | BDA-Hist.: Q37750099 Status: § 2a Stand der BDA-Liste: 2025-06-30 Name: Röstofen, Alte Schmelze GstNr.: 1625/2 Röstofen Alte Schmelze, Pöllau, Sankt Marein                                                                      |
| ja    | Datei hochladen | Bildstock, Feichterkreuz HERIS-ID: 90810 Objekt-ID: 105515                                                                          | bei Sankt Marein bei Neumarkt 49 Standort KG: St. Marein  | | BDA-Hist.: Q37749817 Status: § 2a Stand der BDA-Liste: 2025-06-30 Name: Bildstock, Feichterkreuz GstNr.: 1837/2 Feichterkreuz, St. Marein bei Neumarkt                                                                           |
| ja    | Datei hochladen | Kath. Pfarrkirche hl. Leonhard mit Friedhof HERIS-ID: 51860 Objekt-ID: 57667                                                        | bei Sankt Marein bei Neumarkt 50 Standort KG: St. Marein  | Die im Kern romanische Kirche hat einen gotischen Chor und ein barockes Langhaus. Die urkundlich 1293 genannte Kirche wurde 1789 zur Pfarrkirche erhoben. | BDA-Hist.: Q23717511 Status: § 2a Stand der BDA-Liste: 2025-06-30 Name: Kath. Pfarrkirche hl. Leonhard mit Friedhof GstNr.: .170 Pfarrkirche hl. Leonhard, Pöllau, Sankt Marein                                                  |
| ja    | Datei hochladen | Ehem. Pfarrhof HERIS-ID: 90816 Objekt-ID: 105522                                                                                    | Sankt Marein bei Neumarkt 52 Standort KG: St. Marein      | | BDA-Hist.: Q37749887 Status: § 2a Stand der BDA-Liste: 2025-06-30 Name: Ehem. Pfarrhof GstNr.: .172 |
| ja    | Datei hochladen | Kirchenruine der Filialkirche hl. Jakob HERIS-ID: 59905 Objekt-ID: 71582                                                            | bei Sankt Marein bei Neumarkt 65 Standort KG: St. Marein  | Die Kirche ist im Besitz der Österreichischen Baukulturstiftung, von der die Ruine wieder in ein intaktes Gebäude restauriert werden konnte. Die Kirche wurde auf den Resten einer Burg aus dem 10. Jahrhundert erbaut. Reste der Kirche stammen aus der Romanik, der Großteil aus Gotik und Barock. | BDA-Hist.: Q38089100 Status: Bescheid Stand der BDA-Liste: 2025-06-30 Name: Kirchenruine der Filialkirche hl. Jakob GstNr.: .141 Filialkirche hl. Jakob, Sankt Marein bei Neumarkt                                               |
| ja    | Datei hochladen | Brechelhütte samt Ofen HERIS-ID: 108743 Objekt-ID: 126257                                                                           | Sankt Marein bei Neumarkt 28, bei Standort KG: St. Marein | Es handelt sich um ein altes Brechelbad. | BDA-Hist.: Q37813361 Status: § 2a Stand der BDA-Liste: 2025-06-30 Name: Brechelhütte samt Ofen GstNr.: .245, .246 StMareinBrechelhütteOfen126257                                                                                 |
| ja    | Datei hochladen | Pestkreuz (Dreifaltigkeitskreuz) HERIS-ID: 92658 Objekt-ID: 107602                                                                  | Zeutschach Standort KG: Zeutschach                        | → Hauptartikel : Pestkreuz Zeutschach f1 | BDA-Hist.: Q33145113 Status: § 2a Stand der BDA-Liste: 2025-06-30 Name: Pestkreuz (Dreifaltigkeitskreuz) GstNr.: 538/7 Zeutschach Pestkreuz                                                                                      |
| ja    | Datei hochladen | Kath. Pfarrkirche hl. Ägidius mit ummauertem Friedhof HERIS-ID: 51991 Objekt-ID: 57845                                              | Zeutschach Standort KG: Zeutschach                        | Urkundlich wurde die Kirche um 1190 geweiht und 1726 baulich erweitert und 1783 zur Pfarrkirche erhoben. Die Kirche ist dem Stift St. Lambrecht inkorporiert. | BDA-Hist.: Q33182578 Status: § 2a Stand der BDA-Liste: 2025-06-30 Name: Kath. Pfarrkirche hl. Ägidius mit ummauertem Friedhof GstNr.: .22 Pfarrkirche Zeutschach                                                                 |
| ja    | Datei hochladen | Pfarrhof HERIS-ID: 51990 Objekt-ID: 57844                                                                                           | Zeutschach 10 Standort KG: Zeutschach                     | Der Pfarrhof ist zweigeschoßig mit Walmdach. | BDA-Hist.: Q38048452 Status: § 2a Stand der BDA-Liste: 2025-06-30 Name: Pfarrhof GstNr.: 234/1 |
| ja    | Datei hochladen | Bauernhaus Ertl, sog. altes Gerichtsgebäude HERIS-ID: 92704 Objekt-ID: 107656seit 2012                                              | Zeutschach 26 Standort KG: Zeutschach                     | | BDA-Hist.: Q37760530 Status: Bescheid Stand der BDA-Liste: 2025-06-30 Name: Bauernhaus Ertl, sog. altes Gerichtsgebäude GstNr.: .56                                                                                              |

## Ehemalige Denkmäler
| Foto |                 | Denkmal                                                                               | Standort                        | Beschreibung | Metadaten |
| ---- | --------------- | ------------------------------------------------------------------------------------- | ------------------------------- | --- | --- |
| ja   | Datei hochladen | Gasthaus Penkertaferne, Lienzerhaus HERIS-ID: 81189 Objekt-ID: 94954von 2020 bis 2025 | Perchau 30 Standort KG: Perchau | Anmerkung: Das einsturzgefährdete und direkt an der B 317 gelegene Gebäude wurde im Juli 2025 abgerissen, wofür zwei Tage lang auch die B 317 gesperrt werden musste. Aufgrund von Gefahr im Verzug wurde der Schutzstatus des Gebäudes aufgehoben und es konnte abgerissen werden. | BDA-Hist.: Q105646593 Status: Bescheid Stand der BDA-Liste: 2025-06-30 Name: Gasthaus Penkertaferne, Lienzerhaus GstNr.: 640 Penkertaferne Perchau |